# 적성어 배척

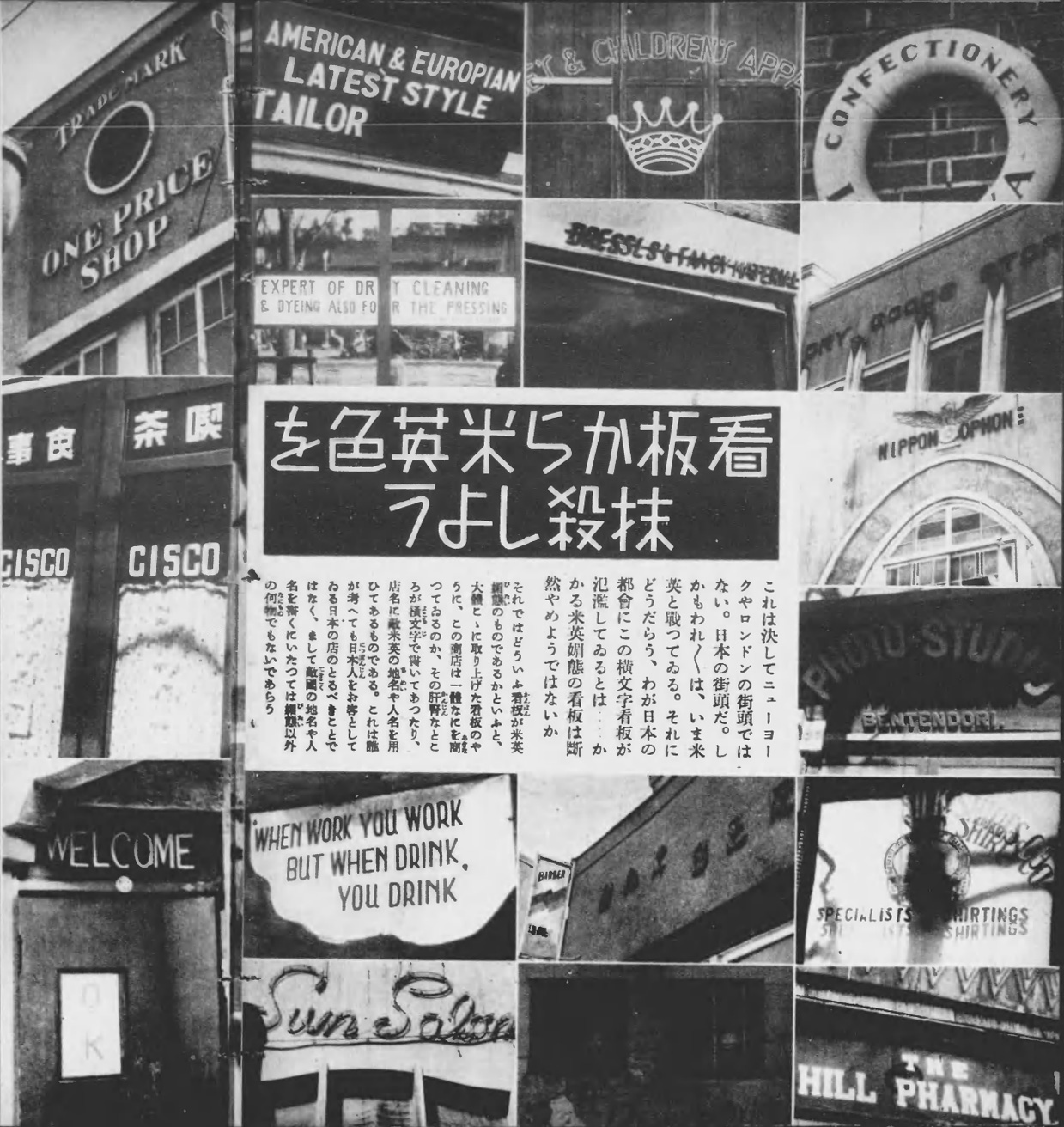
간판에서 미영색(美英色)을 말살하자!
적성어 배척운동이 실린 일본의 잡지

적성어 배척(敵性語排斥)이란 중일전쟁 및 2차세계대전동안 일본에서 일어난 일종의 언어순화운동으로, 교전상대국인 미국,영국의 언어인 영어를 대상으로 이루어졌다.

## 적성어 배척에 의한 바꿔 말하기 운동
적성어 배척은 법률및 관공서의 문서로 하달되어 금지되었을 뿐 아니라, 자체적인 규제에 의해서도 실시되었는데, 이러한 까닭에 그 배척정도는 각 조직이나 지리적 사정등에 의하여 많이 달랐다.
예를 들어, 영국해군을 모델로 많은 항해용어에서 영어를 차용하고 있던 일본제국 해군과 그 산하기관 및 소위 "높으신 분들"의 눈이 닿지 않는 지역에서는 여전히 영어 차용어가 많이 쓰였다. 1944년 개봉한 영화 뇌격대출동(雷撃隊出動)에는 남방 주둔지 안에서 군인들이 야구를 하는 씬이 있는데, 여기서 스트라이크라는 영어 차용어가 등장한다.
반대로 일본 육군및 그 예하기관의 영역에서는 철저한 영어 배척이 실시되었다. 하지만, 역시 군수공장등의 부품명칭등(볼트,너트,스패너등) 일본어로 어찌 바꿔볼 도리가 없는 경우도 많아서 근본적으로 완전한 실시는 불가능했다. 적성어를 "순화"할 때 대부분 한자가 이용되었으며, 일본 고유어와 한자어에 차등을 두지는 않았다.

## 분야별 바꿔 말하기의 예

### 야구
야구는 적대국인 미국의 국기(國技)이자, 미국에서 기원한 스포츠였기 때문에 야구용어에서 영어를 철저히 배제했다.
또한 1890년대부터 벌써 일본어로 번역된 야구 용어들이 있었기 때문에, 이러한 바꿔 말하기 운동이 철저하게 된 원인이 되었다. 나중에는 아예 야구 자체에 대한 배척기운이 일어나 전쟁 말기인 프로야구는 1944년~1945년 동안, 중등학교 야구대회는 1941~1945년 동안 중지되었다. 그래도 여전히 야구를 즐기는 사람들이 있었다.
- 스트라이크(Strike)-> よし(요시;좋음)
- 스트라이크 투(Strike Two)-> よし ふたつ(요시 후타쓰;좋음 둘)
- 스트라이크 쓰리(Strike Three)-> それまで(소레마데;거기까지)
- 볼(Ball)->だめ(다메;안됨 안좋음)
- 아웃(Out)->ひけ(히케;물러남)

### 다른 스포츠
- 럭비->투구(鬪球)
- 사커->축구(蹴球)
- 골프->타구(打球),지구(芝球)
- 크롤(자유형)->속영(速泳)
- 아메리칸 풋볼(미식축구)->개구(鎧球)